# Ådne Holter
Ådne Holter (* 8. Juli 2000 in Lillehammer) ist ein norwegischer Radrennfahrer.

## Sportlicher Werdegang
Mit dem Wechsel in die U23 wurde Holter 2020 Mitglied im damaligen UCI Continental Team Joker Fuel of Norway. Mit Auflösung des Teams wechselte er zur Saison 2021 in das Uno-X Pro Cycling Team. In der Saison 2023 erzielte er mit dem Sieg beim heimischen Sundvolden Grand Prix seinen ersten Erfolg bei einem UCI-Rennen. Nach dem siebten Platz in der Gesamtwertung der Tour of Norway 2023 stand er 2024 als Dritter auf dem Podium der Rundfahrt.
2023 nahm Holter am Birkebeinrittet teil, einem traditionellen Mountainbikerennen über 86 Kilometer von Rena nach Lillehammer, und gewann das Rennen.

## Erfolge
2023
- Sundvolden Grand Prix